# Kersten Meier
Kersten Meier (Celle, 23 febbraio 1954 – 3 aprile 2001) è stato un nuotatore tedesco.

## Palmarès
- Olimpiadi

Montreal 1976: bronzo nei 100m stile libero.
- Mondiali

1975 - Cali: argento nella 4x100m stile libero.
- Europei

1974 - Vienna: oro nella 4x100m stile libero.